# 第二米羅霍夏

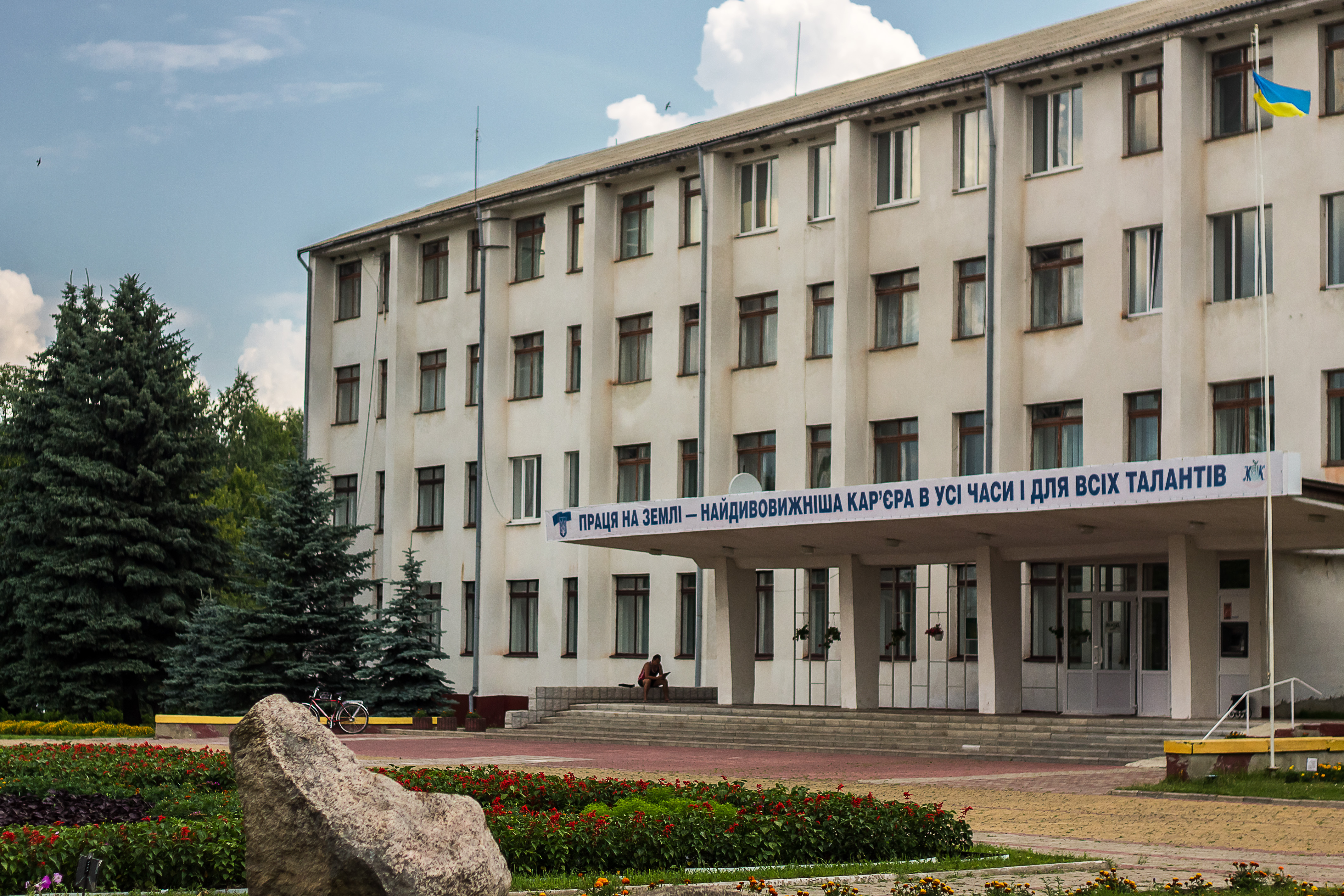
农业学院

50°25′35″N 25°50′31″E / 50.42639°N 25.84194°E
第二米羅霍夏（烏克蘭語：Мирогоща Друга），是烏克蘭西北部羅夫諾州杜布諾區米罗霍夏市镇内的村落。面積0.28平方公里，海拔高度202米，2001年人口1,089，人口密度每平方公里3,889.3人。